# Espartilho

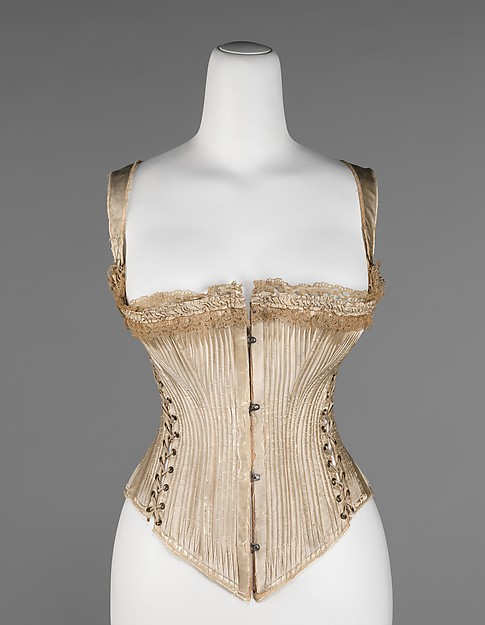
Espartilho de 1876.

Espartilho (português) ou Corset (francês) é uma peça do vestuário feminino que dispõe de barbatanas metálicas e amarração nas costas. [carece de fontes?] Essa peça tem como objetivo reduzir a cintura e manter o tronco ereto, controlando as formas naturais do corpo e conferindo a ele mais elegância. [carece de fontes?] O Corselete ou corpete é um tipo de espartilho que é usado por fora, somente para uso decorativo, não servindo para redução de cintura.

## História
Ver: Moda entre os anos 1750 e 1795
O Espartilho ou Corset surgiu por volta do século XVI na Inglaterra, e tinha como objetivo manter a postura e dar suporte aos seios. Somente por volta do século XIX graças à invenção dos ilhóses e o uso de barbatanas de baleia que a atenção foi voltada para a cintura e teve início a era das cinturas minúsculas, conhecida como era Vitoriana. O espartilho era geralmente colocado por cima de uma camisola (ou chemise) e usado por baixo do vestido. Quando era usado por cima da roupa principal era coberto por uma peça chamada corpete, mas nunca era deixado a mostra em publico. A peça caiu em desuso no ano de 1901, foi quando foi inventado o sutiã. No década de 1930 ela foi usada pelas Pin-ups e inspirou Christian Dior, que criou o New Look. No final da década de 1940 o espartilho se tornou um acessório do fetiche. No início dos anos 80 alguns estilistas trouxeram de volta à moda peças que antes tinham sido relegadas ao fetiche e dentre elas estava o Espartilho. Esse revival não durou muito, em 1990 apenas poucos espartilhos apareciam em coleções de estilistas famosos. Em 2010, o espartilho voltou à moda.
Do século XVI para cá os espartilhos mudaram bastante. [carece de fontes?] No início eram feitos com tecidos pesadamente engomados, hoje usados em tapeçaria e reforçados com junco e cordas engomadas. [carece de fontes?] Atualmente temos peças muito mais leves, feitas com barbatanas ortopédicas. [carece de fontes?]

Existem vários tipos de espartilhos para todos os gostos, seja para usar debaixo de alguma roupa, seja para usá-lo sozinho apenas. [carece de fontes?] Também pode ser usado como um apelo sexual. [carece de fontes?]

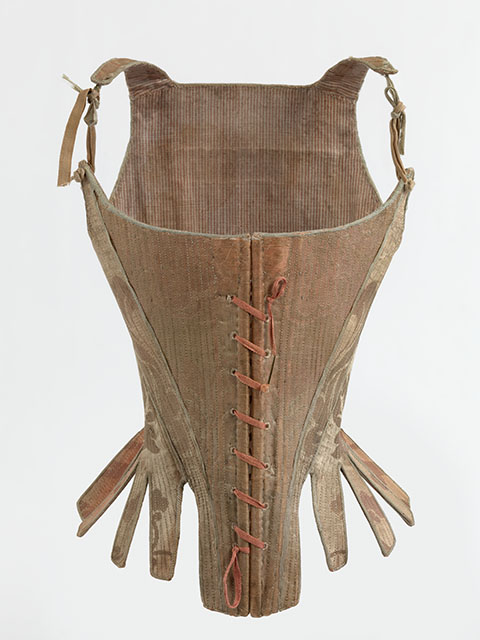
Espartilho do século XVIII
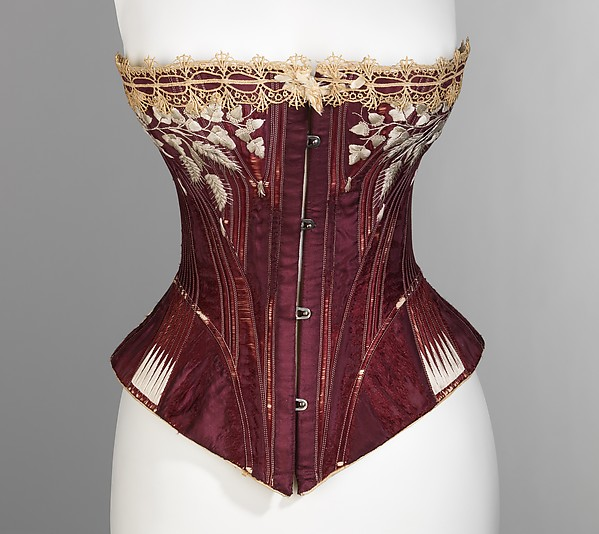
1876
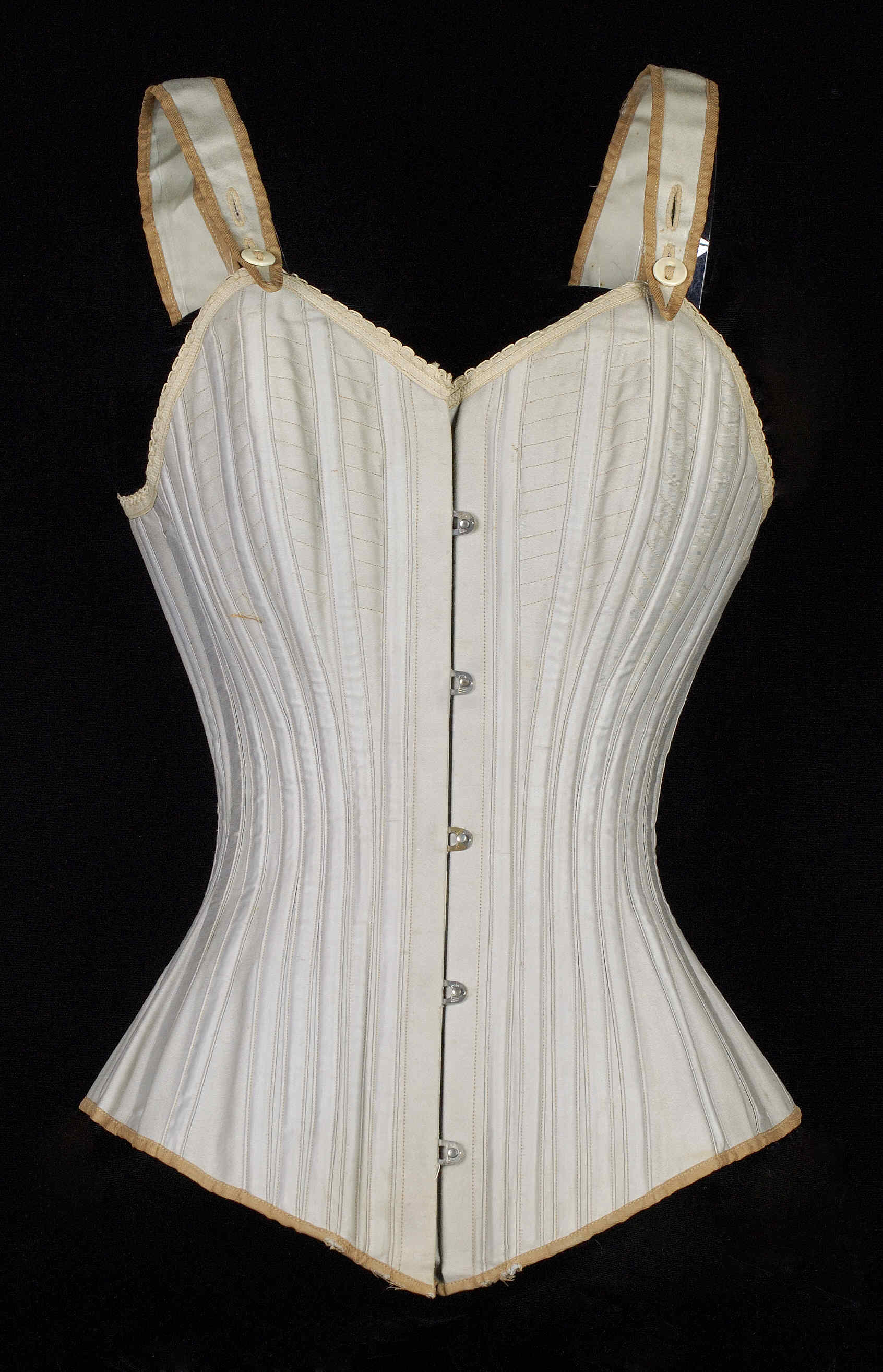
1880
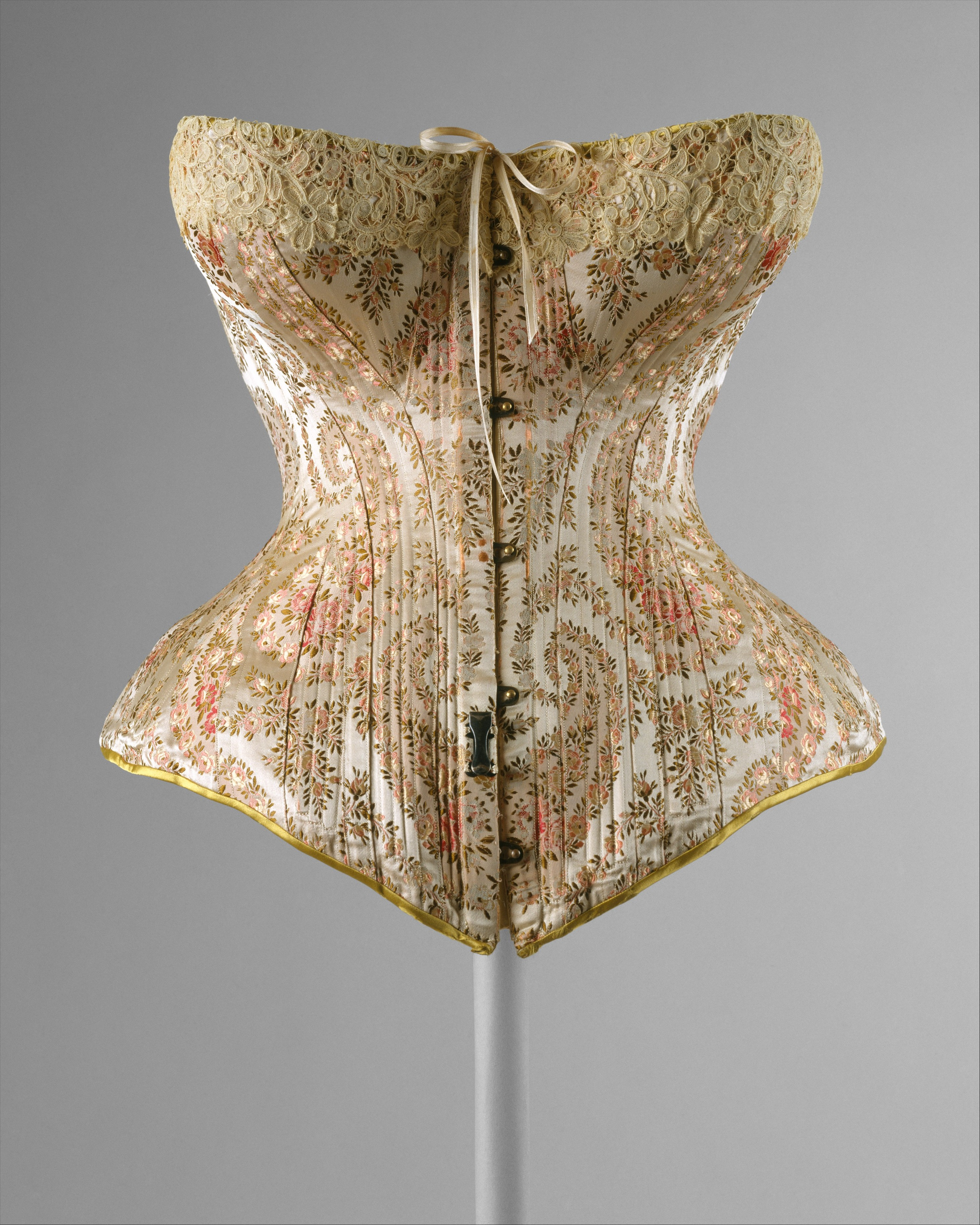
1890
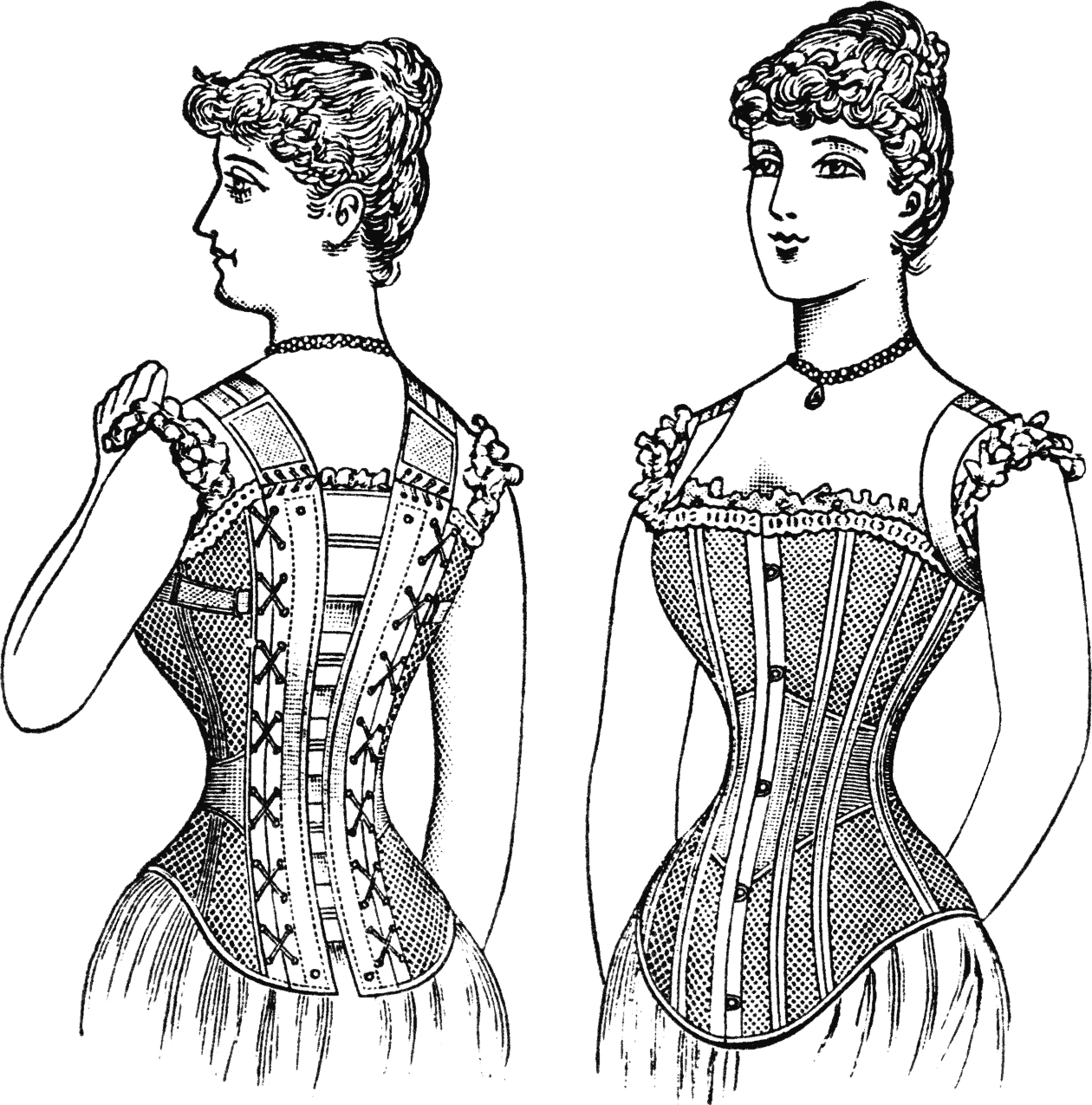
1890
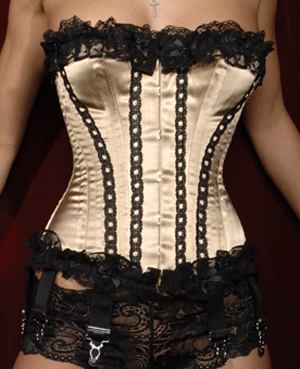
Corset moderno

## Pin Ups
O espartilho ou Corset é um símbolo para as pin ups, assim como o batom vermelho. [carece de fontes?] No Brasil, as Pin Ups voltaram a moda no ano de 2010 e permaneceram em 2011. [carece de fontes?]

## O Corset: Um Símbolo de Status e Sofrimento
Os corsets foram uma das peças mais emblemáticas da moda feminina entre os séculos XVI e XX, desempenhando um papel central na definição dos padrões estéticos da época. Originalmente projetados para moldar o corpo em uma silhueta desejável – com cintura fina e busto proeminente –, eles também simbolizavam status social e distinção de classe. O uso do corset era visto como um indicador claro de posição econômica, pois quanto mais apertado o corset, mais evidente era a separação entre as mulheres que podiam se dar ao luxo de usar essas peças e aquelas que precisavam realizar trabalhos manuais pesados. Mulheres da aristocracia e da burguesia usavam corsets extremamente ajustados para exibir suas curvas, enquanto as classes trabalhadoras optavam por roupas mais práticas e confortáveis.
No entanto, o uso prolongado dessas peças podia causar danos graves à saúde, tornando o corset não apenas um símbolo de beleza, mas também de sofrimento físico. Médicos da época relatavam problemas como dificuldades respiratórias, compressão de órgãos internos, deslocamento de costelas e até mesmo deformações ósseas permanentes. Apesar desses riscos, o corset permaneceu popular por séculos, sendo amplamente adotado como parte do guarda-roupa feminino. A pressão social para se encaixar nos padrões de beleza impostos pela sociedade era tão intensa que muitas mulheres aceitavam os desconfortos e sacrifícios associados ao uso do corset.
Foi apenas no início do século XX, com o surgimento de movimentos feministas e mudanças culturais mais amplas, que o corset começou a ser questionado. As feministas da época criticavam não apenas os danos físicos causados pela peça, mas também seu significado simbólico de opressão e controle sobre o corpo feminino. Esses movimentos defendiam maior liberdade e praticidade nas roupas, promovendo alternativas mais confortáveis, como vestidos soltos e saias mais leves. Essa transição marcou o início do declínio do corset como peça indispensável na moda feminina.
Ainda assim, o legado do corset permanece vivo até hoje. Ele ressurgiu em décadas recentes como elemento de moda e lingerie, reinterpretado por designers que buscam equilibrar sua estética histórica com o conforto moderno. Além disso, o corset continua a ser um símbolo poderoso de discussões sobre padrões de beleza, normas sociais e a relação entre moda e identidade. Seja como peça histórica ou como ícone contemporâneo, o corset reflete as complexidades da moda e sua capacidade de influenciar tanto o corpo quanto a cultura.

## Riscos do uso
É de enorme importância praticar de forma saudável, seguindo todas as recomendações antes da prática, como ir ao médico, e fazer os exercícios obrigatório para praticar, por que como toda modificações corporal existe risco se feita dá maneira incorreta, se for executado de forma correta não existe nenhum problema.
Com relação à pressão sofrida nas costelas flutuantes, a fim de moldá-las: elas são fáceis de quebrar por estarem presas apenas na parte de trás. Mas elas são assim justamente para não comprimirem o abdome e para protegerem os órgãos vitais.
Por isso necessário fazer abdominais e exercícios para lombar, para não ter esse risco